# Долгоруковское сельское поселение (Калининградская область)
 Долгору́ковское се́льское поселе́ние — упразднённое муниципальное образование в составе Багратионовского района Калининградской области. Административный центр — посёлок Долгоруково.

## География
Общая площадь поселения составляет 812,38 гектаров. Население — 4700 человек. Основные промышленные предприятия: ООО «Домашний хлеб», ООО «Князь Багратион», ООО «Элен и К», КФХ «Рассвет», КФХ «Ясные поляны».

## История
Поселение образовано 30 июня 2008 года в соответствии с законом Калининградской области № 253. В его состав вошли территории Чапаевского и Пушкинского сельских округов.
Законом Калининградской области от 18 октября 2016 года № 3, 1 января 2017 года все муниципальные образования Багратионовского муниципального района — Багратионовское городское поселение, Гвардейское, Долгоруковское, Нивенское и Пограничное сельские поселения — были преобразованы, путём их объединения, в Багратионовский городской округ.

## Население
| 2010 | 2012  | 2013  | 2014  | 2015  | 2016  |
| ---- | ----- | ----- | ----- | ----- | ----- |
| 4407 | ↗4484 | ↗4533 | ↗4591 | ↗4612 | ↗4672 |

## Состав сельского поселения
В состав сельского поселения входит 18 населённых пунктов
- Августовка (посёлок) — 17[5]
- Богатово (посёлок) — 16[5]
- Вальки (посёлок) — 8[5]
- Высокое (посёлок) — 29[5]
- Долгоруково (посёлок, административный центр) — 2805[5]
- Дубровка (посёлок) — 158[5]
- Каменка (посёлок) — 9[5]
- Красноармейское (посёлок) — 32[5]
- Краснознаменское (посёлок) — 206[5]
- Лермонтово (посёлок) — 25[5]
- Нагорное (посёлок) — 72[5]
- Побережье (посёлок) — 282[5]
- Пограничное (посёлок) — 71[5]
- Подгорное (посёлок) — 274[5]
- Пушкино (посёлок) — 85[5]
- Славское (посёлок) — 248[5]
- Чапаево (посёлок) — 33[5]
- Широкое (посёлок) — 37[5]

## Объекты культурного наследия
Регионального значения:
- Руины кирхи 1315 года в поселке Славское

Местного значения:
- Братская могила советских воинов, погибших в феврале 1945 года в поселке Богатово
- Кирха 1937 года в поселке Долгоруково
- Братская могила советских воинов, погибших в марте 1945 года в поселке Долгоруково по улице Советской
- Братская могила советских воинов, погибших в марте 1945 года в поселке Долгоруково на территории бывшей воинской части 33812
- Братская могила советских воинов, погибших в марте 1945 года в поселке Долгоруково на территории бывшей воинской части 36893
- Братская могила советских воинов, погибших в марте 1945 года в поселке Долгоруково на территории бывшей воинской части 42700
- Интернациональное кладбище узников концлагеря Шталаг 1А в поселке Нагорное
- Братская могила советских воинов, погибших в феврале 1945 года в поселке Славское